# Smash Mouth
Smash Mouth es una banda estadounidense de rock alternativo formada en San José, California, en 1994. Actualmente está compuesta por Zach Goode (vocalista principal), Greg Camp (guitarrista), Michael Klooster (tecladista), Paul De Lisle (bajista) y Michael Urbano (baterista). Sus éxitos incluyen "Walkin on the Sun" (1997), "All Star" (1999) o "I'm a believer" (2001). Originalmente tenían el nombre de "Smashmouth", pero separaron su nombre con un espacio cuando hicieron un contrato con Interscope Records.
Enfocados a veces tocando música ska, la banda ha adoptado varios estilos retro, prolongándose varias décadas en la música popular, así como también realizando versiones de canciones populares como «I'm a Sinner» de Neil Diamond, «Why Can't We Be Friends» de War, «Getting Better» de The Beatles y algunas otras como «Can't Get Enough of You Baby» de Four Seasons, de la cual se hicieron versiones por The Mysterians (aunque su versión le debe más a la interpretación de The Colourfield; de hecho, la banda al principio pensó que era original de Colourfield). Usualmente realizan una versión por cada álbum de estudio. El álbum Astro Lounge de 1999, producido por Carlos Casanovas, ha sido hasta la fecha el más exitoso en la crítica y comercialmente.

## Historia
En 1994 en San José, California, Steven Harwell era un veterano de un grupo de rap llamado F.O.S. que había realizado sólo un sencillo, "Big Black Boots", disponible sólo en vinilo. Su mánager original era Kevin Coleman. Harwell quería formar una banda de rock, así que Coleman lo presentó a sus amigos Greg Camp y Paul De Lisle, ambos veteranos de una banda local de punk llamada Lackadaddy. Se conocieron y tuvieron su primer ensayo después, con Coleman en la batería. Se llamaron a sí mismos Smash Mouth de un término de fútbol creado por Mike Ditka de los Osos de Chicago, describiendo un estilo duro de Rock-and-Roll. La mayor parte del tiempo, la banda tocó ska-punk, algo popular en su tiempo, aunque Harwell ha dicho desde entonces que la banda tiene variedad de influencias.
Smash Mouth tuvo notoriedad en 1996 cuando la radio de rock de San José, KOME puso una demostración de la canción "Nervous in the Alley" de la banda, que había adquirido algo de notoriedad. El grupo firmó con Interscope Records después de una presentación, y Smash Mouth realizó su primer álbum, Fush Yu Mang el año siguiente, con un título en letras que aparentaban caracteres orientales. Tras ese mismo año se suma el tecladista Michael Klooster.
"Walkin' on the Sun" fue el mayor sencillo de Smash Mouth en 1997. La letra de esta canción presenta una visión irónica del movimiento hippie, con ideales de paz y amor, y la conversión de esos ideales en simples logos comerciales. Esta canción fue el sencillo más importante de Fush Yu Mang. El álbum combinaba canciones divertidas exponiendo un lado oscuro, como "Disconnect the Dots" y la ya mencionada "Nervous in the Alley". "Let's Rock" lo logró medianamente como el tercer y último sencillo. El álbum consiguió la certificación de doble platino.
En 1999 Smash Mouth realizó su segundo álbum, Astro Lounge. Este álbum incluía mucha menos influencia ska, siendo más sofisticado y retro. Aunque el cambio alejó a una parte de los fanes originales, muchos nuevos fanes descubrieron Smash Mouth, y Astro Lounge siendo el más aclamado por la crítica hasta ahora. También es de notar que el álbum no contenía ni una sola palabra altisonante, siendo algo particularmente extraño en el hecho de que Fush Yu Mang había recibido una advertencia de supervisión parental de la RIAA. Kevin Coleman abandonó el grupo por motivos personales, fue sustituido por Michael Urbano, y este por Mitch Marine hasta el 2000.
En el 2001 Smash Mouth hizo una versión del éxito de The Monkees, "I'm a Believer". Apareció en la banda sonora de la película Shrek, siendo incluido posteriormente por un álbum con el mismo nombre de la banda, Smash Mouth. Sin embargo, debido a que esta canción fue presentada en el álbum de Shrek, causó que varias personas adquirieran ese álbum sobre el propio de Smash Mouth. (El de Smash Mouth fue lanzado hasta noviembre, y el de Shrek ya estaba fuera tan pronto como lanzaron el sencillo), aunque Smash Mouth tuvo un éxito moderado, con sus sencillos "Holiday in My Head", "Pacific Coast Party" y "Shoes N' Hats" apoyándolo, el álbum consiguió llegar al oro aún con la competencia que imponía el álbum de Shrek.
En el 2003, lanzaron Get The Picture?, el cual se esperaba ser el álbum "del regreso" debido a las desilusionantes ventas que habían tenido. Desgraciadamente, el álbum vendió solamente 33,000 unidades, algo muy poco comparando con lo que había vendido en el pasado. El sencillo moderadamente popular "You Are My Number One" atrajo algo de atención, mientras que otros como "Hang On" y "Always Gets Her Way" fueron olvidados. Debido a las bajas ventas y así como la pérdida de control creativo, Smash Mouth dejó Interscope. El 2003 también vio el lanzamiento de El Libro de la Selva 2 que incluye la canción "I Wanna Be Like You" de los Sherman Brothers, cantada por Smash Mouth.
Firmando con Universal Records, Smash Mouth lanzó una compilación de los mayores éxitos, All Star Smash Hits en el 2005. El álbum contiene algunas de las canciones más populares de los álbumes previos de Smash Mouth, así como también canciones de los álbumes de bandas sonoras que no estaban en los lanzamientos propios de la banda. En ciertas redes el álbum se promocionaba con 18 pistas, incluyendo Flo y Beer Goggles. Smash Mouth tocó en el cumpleaños de Gumby en agosto de 2005.
En diciembre de 2005, lanzaron el álbum de Navidad Gift of Rock. Incluía versiones de villancicos de varios artistas, incluyendo unas de The Kinks y The Ramones, y una canción original, "Baggage Claim".
El quinto álbum de estudio, Old Habits, se esperaba para ser lanzado a principios del 2006. En septiembre del 2005 la banda realizó lo que tentativamente sería el primer sencillo del álbum, "Getaway Car", en Last Call con Carson Daly. El álbum fue retrasado varias veces, en la esperanza de ganar publicidad con la apariencia de Steve en La Vida Surrealista. Algún tiempo después de grabar Old Habits, Smash Mouth regresó al estudio viendo si podrían escribir mejores canciones que las que habían escrito para Old Habits, en la esperanza de hacer mejor la grabación. Old Habits fue reemplazado por otro con el nombre de Summer Girl, que incluía algunas pistas de Old Habits con remix. Después de ser retrasado de la misma manera que Old Habits, el álbum fue lanzado el 19 de septiembre de 2006.
La comunidad de Smash Mouth se sorprendió recientemente cuando el baterista Michael Urbano, quien parecía muy entusiasmado con la banda, se fue el 14 de febrero de 2006 debido a diferencias creativas. Le siguió Mitch Marine, pero después, la banda encontró a un nuevo baterista, Jason Sutter, conocido por su trabajo con American Hi-Fi, y The Rembrandts. Smash Mouth también le permitió a Sony Pictures usar mucha música de Summer Girl y otras canciones para la película Zoom, cuyos títulos acreditan la música de la película a la banda. Jason Sutter deja el grupo para tocar con Chris Cornell, entonces Mitch Marine regresa por segunda vez.
En 2008, Greg Camp inicia un proyecto solista, Leroy Miller fue su sucesor hasta 2009; Michael Urbano reemplaza a Mitch Marine hasta 2010, y después se retira. En ese mismo año entra Randy Cooke, este último, en 2011, es sucedido por Jason Sutter y luego por Charlie Paxson, hasta que vuelve a la banda. Tras ese mismo año, Camp sigue adelante con su proyecto solista y entra Sean Hurwitz, el cual es reemplazado por Mike Krompass en 2012.
Aunque Smash Mouth es de nuevo una banda "underground" de cierta forma, pero está en mejor forma a comparación de como habían estado otros años, teniendo mucho que ver con el hecho de que recuperaron su propio control creativo (Interscope Records se enfocaba más en bandas más comerciales, obviamente empujándolos en una dirección más orientada al pop de los álbumes del 2000).
El 4 de septiembre de 2012 sacaron a la venta su sexto álbum de estudio "Magic", sus últimos cambios son los siguientes: Sean Hurwitz vuelve a la banda, Randy Cooke es reemplazado por Charlie Paxson hasta 2013, unos meses después Jason Sutter vuelve. En 2016, Jason Sutter abandona el grupo, lo mismo sucede con Sean Hurwitz, quien en ese entonces, toca con Enrique Iglesias. Tras ese mismo año, regresa Randy Cooke y entra un nuevo guitarrista, Sam Eigen. Esta formación estuvo mantenida hasta 2018, cuando volvieron a la banda el baterista Michael Urbano, y el guitarrista Greg Camp, reformando la alineación clásica de la banda.

## Estilo musical e influencias
El estilo de Smash Mouth es debatido por fanes, muchos que solamente conocen los éxitos de la banda los etiquetan como una banda pop derivada de los 60s, sin embargo, el material de los álbumes de la banda es musicalmente más diverso. La mayoría de los fanes los consideran como una banda "en transformación" que cambia de estilos de álbum a álbum. Fush Yu Mang, a los ojos de la mayoría, era en gran parte ska/rock con la excepción de "Walkin' on the Sun" que les ganó la reputación a la banda de "sesentera".
Astro Lounge fue el lanzamiento más suave, con influencias Techno/Space Age así como también yendo a un estilo sesentero. Tuvo algunas influencias en la música surf. El álbum con el nombre propio fue básicamente una mezcla de todo lo que la banda ya había hecho, algunas canciones pop, algunas retro, algunas Space Age, y su regreso a las influencias punk con "Shoes N' Hats" y "Your Man". Sin embargo "I'm a Believer" amplió la creencia de que eran una banda sesentera.
Get The Picture fue mayormente un álbum surf/pop/rock, con la mayoría de las canciones teniendo influencias surf en grados que la banda no había tenido. "New Planet" fue algo de Punk, "Hot" no llegaba ni por asomo al borde del Heavy metal pero Get The Picture? es considerado el álbum con la mayor influencia surf de la banda, teniendo a Greg Camp tocando en el estilo de Dick Dale en la mayoría de las canciones.
En general, la banda señala la mayor parte de su influencia a bandas de rock como Elvis Presley, Van Halen, The Beatles, con actos punk como Buzzcocks y The Clash, y actos surf con The Beach Boys y Dick Dale. Sin embargo, Steve Harwell clama No me importa cómo nos llamen, sólo quiero ser considerado Smash Mouth ("I don't care what you call us, I just want to be considered Smash Mouth"). Logró fama mundial gracias a que fue la banda sonora de la película Shrek de DreamWorks (2001) con 2 canciones, una original (All Star) y una versionada (I'm a Believer).

## Discografía

### Álbumes
- Fush Yu Mang (1997)
- Astro Lounge (1999)
- Smash Mouth (2001)
- Get the Picture? (2003)
- The Gift of Rock (2005)
- Summer Girl (2006)
- Magic (2012)

### Sencillos
| Año                | Título                          | Mejores posiciones en listas | Mejores posiciones en listas | Mejores posiciones en listas | Mejores posiciones en listas | Mejores posiciones en listas | Mejores posiciones en listas | Certificación              |              |              |              |              |
| Año                | Título                          | Hot 100                      | EUA Adult                    | EUA Pop                      | EUA Alt.                     | AUS                          | UK                           | Certificación              |              |              |              |              |
| Fush Yu Mang       | Fush Yu Mang                    | Fush Yu Mang                 | Fush Yu Mang                 | Fush Yu Mang                 | Fush Yu Mang                 | Fush Yu Mang                 | Fush Yu Mang                 | Fush Yu Mang               | Fush Yu Mang | Fush Yu Mang | Fush Yu Mang | Fush Yu Mang |
| ------------------ | ------------------------------- | ---------------------------- | ---------------------------- | ---------------------------- | ---------------------------- | ---------------------------- | ---------------------------- | -------------------------- | ------------ | ------------ | ------------ | ------------ |
| 1997               | «Walkin' on the Sun»            | —                            | 1                            | 2                            | 1                            | 7                            | 19                           | - AUS: Platino             |              |              |              |              |
| 1997               | «Why Can't We Be Friends?»      | —                            | —                            | —                            | 28                           | —                            | —                            |                            |              |              |              |              |
| 1998               | «The Fonz»                      | —                            | —                            | —                            | —                            | —                            | 95                           |                            |              |              |              |              |
| Astro Lounge       |                                 |                              |                              |                              |                              |                              |                              |                            |              |              |              |              |
| 1998               | «Can't Get Enough of You, Baby» | 27                           | 14                           | 18                           | 30                           | 14                           | —                            | - AUS: Oro                 |              |              |              |              |
| 1999               | «All Star»                      | 4                            | 1                            | 1                            | 2                            | 4                            | 24                           | - AUS: Platino - UK: Plata |              |              |              |              |
| 1999               | «Then the Morning Comes»        | 11                           | 2                            | 5                            | 26                           | —                            | —                            |                            |              |              |              |              |
| 2000               | «Wasted»                        | —                            | 39                           | —                            | —                            | —                            | —                            |                            |              |              |              |              |
| Smash Mouth        |                                 |                              |                              |                              |                              |                              |                              |                            |              |              |              |              |
| 2001               | «I'm a Believer»                | 25                           | 4                            | 15                           | —                            | 9                            | —                            | - AUS: Platino             |              |              |              |              |
| 2001               | «Pacific Coast Party»           | 114                          | 23                           | 37                           | —                            | 53                           | —                            |                            |              |              |              |              |
| 2002               | «Holiday in My Head»            | —                            | —                            | —                            | —                            | —                            | —                            |                            |              |              |              |              |
| Get the Picture?   |                                 |                              |                              |                              |                              |                              |                              |                            |              |              |              |              |
| 2003               | «You Are My Number One»         | —                            | 25                           | 40                           | —                            | —                            | —                            |                            |              |              |              |              |
| 2003               | «Hang On»                       | —                            | —                            | —                            | —                            | —                            | —                            |                            |              |              |              |              |
| 2004               | «Always Gets Her Way»           | —                            | —                            | —                            | —                            | —                            | —                            |                            |              |              |              |              |
| Summer Girl        |                                 |                              |                              |                              |                              |                              |                              |                            |              |              |              |              |
| 2005               | «Getaway Car»                   | —                            | —                            | —                            | —                            | —                            | —                            |                            |              |              |              |              |
| 2005               | «Everyday Superhero»            | —                            | —                            | —                            | —                            | —                            | —                            |                            |              |              |              |              |
| 2006               | «Story of My Life»              | —                            | 29                           | —                            | —                            | —                            | —                            |                            |              |              |              |              |
| 2006               | «So Insane»                     | —                            | 25                           | —                            | —                            | —                            | —                            |                            |              |              |              |              |
| Magic              |                                 |                              |                              |                              |                              |                              |                              |                            |              |              |              |              |
| 2012               | «Magic»                         | —                            | —                            | —                            | —                            | —                            | —                            |                            |              |              |              |              |
| Sencillo sin álbum |                                 |                              |                              |                              |                              |                              |                              |                            |              |              |              |              |
| 2013               | «Mama Don't You Worry»          | —                            | —                            | —                            | —                            | —                            | —                            |                            |              |              |              |              |

## Miembros

### Actualidad
- Paul De Lisle — Bajo, segunda voz, compositor y fundador (1994-presente)
- Greg Camp — Guitarrista, teclados adicionales, turntables, compositor principal, segunda voz (1994-2008; 2009-2011; 2018-presente)
- Michael Klooster - Teclados, programación y coros (1997-presente)
- Michael Urbano — Batería (1999; 2000-2006; 2009-2010; 2018-presente)
- Zach Goode – Vocalista principal (2022–presente)

### Exmiembros
- Steven Harwell - Vocalista principal, teclados adicionales y fundador (1994-2021) (Falleció el 4 de septiembre de 2023)
- Kevin Coleman - Batería (1994-1999)
- Mitch Marine - Batería (1999-2000; 2006; 2007-2009; 2010)
- Mark Cervantes - Percusión y coros (1999-2008)
- Miles Zuniga - Guitarra (2013)
- Jason Sutter - Batería (2006-2007; 2011; 2013-2016)
- Leroy Miller - Guitarra y coros (2008-2009)
- Randy Cooke - Batería y coros (2010-2011; 2011-2012; 2013; 2016-2018)
- Sean Hurwitz - Guitarra y coros (2011-2012; 2012-2016)
- Charlie Paxson - Batería y coros (2011; 2012-2013)
- Mike Kompass - Guitarra y coros (2012)
- Miles Zuniga - Guitarra (2013)
- Sam Eigen - Guitarra y coros (2016-2018)